# Claude-Raphaël Duvivier
Pour les articles homonymes, voir Duvivier.
Claude-Raphaël Duvivier, né à Charleville (Ardennes) en 1771 et mort à La Roche-sur-Yon, alors nommée Bourbon-Vendée, le 9 novembre 1821, est un ingénieur des Ponts et Chaussées.

## Biographie
Claude Raphaël Duvivier fut un élève de l’École des ponts et chaussées. Il devint professeur de mathématiques, répétiteur à l'École polytechnique et savant ingénieur. En 1797 il fut chargé de diriger, sous les ordres de Louis-Charles Boistard, la construction du Grand-Pont de Nemours et, de 1804 à 1808, il établit le pont de Bonpas sur la Durance, un pont en charpentes, de 45 travées pour 600 mètres de portée.
En 1809, il fut chargé des travaux du département de la Vendée. Il rédigea des plans pour le dessèchement des marais, la navigation et le redressement des rivières de ce département, et enfin donna le plan et dirigea presque tous les ouvrages et constructions de La Roche-sur-Yon. 
Après la Restauration, il reçut la légion d'honneur

## Sources biographiques
- Jacques-Alphonse Mahul, Annuaire nécrologique, ou Supplément annuel et continuation de toutes les biographies ou dictionnaires historiques, 2e année, 1821, Paris : Ponthieu, 1822, p. 163-165
- Eustache-Marie Courtin, Encyclopédie moderne; ou, Dictionnaire des hommes et des choses, des sciences, des lettres et des arts, Bruxelles : Th. Lejeune, 1832, 2e éd., vol.24, p. 392
- Letillois de Mézières, Biographie générale des Champenois célèbres, morts et vivants, Paris : Journal des peintres, 1836, p. 54
- Biographie universelle, ou Dictionnaire de tous les hommes qui se sont fait remarquer par leurs écrits, leurs actions, leurs talents, leurs vertus ou leurs crimes, Bruxelles : H. Ode, 1844, vol.6, p. 371